# Asynarchus thedenii
Asynarchus thedenii är en nattsländeart som först beskrevs av Hans Daniel Johan Wallengren 1879.  Asynarchus thedenii ingår i släktet Asynarchus och familjen husmasknattsländor. Arten är reproducerande i Sverige. Utöver nominatformen finns också underarten A. t. brachyptera.